# Smørumnedre
Smørumnedre er en københavnsk forstad med 21.627 indbyggere  (2024). Smørumnedre ligger tre kilometer vest for Ballerup og 20 kilometer nordvest for Københavns centrum. Forstaden tilhører Region Hovedstaden og er satellitby til Hovedstadsområdet. Byområdet inkluderer i dag den tidligere naboby Måløv og er dermed kommet til at ligge i tre forskellige kommuner.

## Historie
Ved Smørumnedre ligger bronzealderhøjen Kong Svends Høj, der er en gravhøj fra ca. 1800–1000 f. Kr.
Smørumnedre omtales første gang allerede den 21. maj 1085 i formen Smørhem minore, det vil sige "lille Smørum". Landsbyen omtales også i Kong Valdemars Jordebog i 1231 som kongelev.
Smørumnedre landsby bestod i 1682 af 14 gårde, 1 hus med jord og 9 huse uden jord. Det samlede dyrkede areal udgjorde 694,0 tønder land skyldsat til 132,15 tønder hartkorn. Dyrkningsformen var trevangsbrug.
Smørumnedre lå gennem hele første halvdel af 1900-tallet som en landsby omgivet af sine marker. Først omkring midten af århundredet skete en begyndende udstykning mod nordøst i tilknytning til den opvoksende stationsby og forstad Måløv, og først i 1960-erne skete en begyndende udstykning i tilknytning til selve landsbyen. Partiel Byudviklingsplan nr. 2 for Københavnsegnen fra 1951 havde forudset udviklingen ved Måløv, der blev lagt i "mellemzone", det vil sige til byudvikling på længere sigt, men ikke ved landsbyen Derimod forudså Partiel Byudviklingsplan nr. 6 for Københavnsegnen fra 1965, at der kunne udlægges en mere omfattende åben og lav boligbebyggelse i tilknytning til bebyggelsen ved Måløv, dog i første omgang kun i mellemzone, indtil der forelå en nærmere udarbejdet plan.
Den endelige bebyggelse er blevet udformet efter et princip, der byggede på differentieret vejplanlægning, hvor der fra en fordelingsvej ledte tre stamveje ind og herfra var sidegrene i form af boligveje. Der blev placeret flere skoler i området, mindre grønne områder fandtes i tilknytning til søer, fx Balsmose, og mod sydøst en indrætshal og idrætsplads. I bebyggelsen indgik en omfattende stinet.